# Osiem szalonych nocy
Osiem szalonych nocy (ang. Eight Crazy Nights) – amerykańska komedia animowana z 2002 roku w reżyserii Setha Kearsley'ego.
Film spotkał się z negatywnymi ocenami krytyków; w oparciu o opinie ze 107 recenzji serwis Rotten Tomatoes przyznał mu wynik 12%.

## Opis fabuły
Trzydziestoletni żyd Davey Stone nienawidzi święta Chanuki i Bożego Narodzenia. Przez wiele lat sprawiał problemy mieszkańcom Dukesberry za wybryki, trafiając do poprawczaka, a nawet do szpitala psychiatrycznego. Sędzia postanawia wysłać Davey'ego do więzienia. Davey'ego w obronę bierze leciwy sędzia koszykarski Whitey Duvall.

## Wersja polska
Opracowanie wersji polskiej: Telewizja Polska

Reżyseria: Andrzej Bogusz

Tłumaczenie: Maria Wojciechowska

Dialogi: Joanna Kuryłko

Teksty piosenek: Krzysztof Rześniowiecki

Dźwięk i montaż: Urszula Bylica

Kierownik produkcji: Anna Jaroch

Udział wzięli:
- Jacek Jarosz – Whitey Duvall
- Marek Barbasiewicz – Burmistrz Dukesberry
- Henryk Talar – Narrator
- Marcin Przybylski – Davey Stone
- Elżbieta Kijowska – Eleanore Duvall
- Joanna Trzepiecińska – Jennifer Friedman
- Marcin Hycnar – Benjamin Friedman
- Włodzimierz Press – Sędzia
- Grzegorz Wons – Pan Chang
- Cynthia Kaszyńska
- Alina Więckiewicz
- Krzysztof Szczerbiński
- Dariusz Błażejewski
- Janusz Wituch
- Marcin Zarzeczny
- Olga Barej
- Ewa Skowron
- Jan Bogdaniuk
- Paweł Szkolik
- Grzegorz Jóźwiak
- Tomasz Steciuk – Gość z loga Foot Locker

i inni